# Jean Carbonnier
Jean Carbonnier (Libourne, 20 de abril de 1908 - Paris, 28 de Outubro de 2003) foi um jurista, advogado e professor francês de direito privado e especialista em direito civil.

## Biografia
Foi filho de Fernand Carbonnier e de Dany Daniel, casado com Madalena Hugues, e pai da historiadora Marianne Carbonnier-Burkard; teve 7 filhos.

### Formação
Jean Carbonnier estudou direito na universidade de Bordeaux, defendeu sua tese, intitulada O regime matrimonial de bens, e a sua natureza jurídica, sob o relatório das noções da sociedade e de associação, na mesma universidade, em 1932. Em seguida, ele passou no concurso para ser professor de direito privado na Universidade de Poitiers em 1937. É de se notar que seu trabalho de admissão à agregação em 1937 foi intitulado: O papel da jurisprudência dos tribunais do poder judiciário na interpretação de leis civis e na evolução do direito civil.

### Carreira
Jean Carbonnier foi professor na universidade de Poitiers de 1937 a 1955. Foi onde ele formou sua abordagem e estilo, que construiram a sua reputação, e mesmo durante a Ocupação, quando a sua independência o fez elogiar a Declaração dos direitos do homem, em um comentário comentário ao acórdão do Tribunal de recurso de Paris.
Professor no Panthéon-Assas até 1976, o decano Carbonnier foi autor de um considerável Tratado de direito civil, que é referência na matéria. Foi também jurislateur, autor de projetos de lei para a reforma do direito de família francês por mais de uma década: em 1964, a Guarda e a Administração Jurídica; 1965, Regimes matrimoniais; 1968, adultos incapazes; 1970, a Autoridade parental (reforma do poder paternal ainda em vigor) ; 1972, Filiação ; 1975, Divórcio. Ao contrário do que por vezes é afirmado, e de acordo com suas crenças religiosas, ele não fez parte da grande reforma de 1965, sobre a adoção. Ele foi presidente do júri de agregação em direito privado e ciências criminais, em 1975.

De cultura e a religião protestante, ele promoveu a sociologia jurídica como uma abordagem complementar e útil para a compreensão do direito positivo : 

Em seu livro, Direito Flexível - para uma sociologia do direito sem rigor- ele explica notadamente sua hipótese do não direito:
— Syncopes du droit (Direito civil, Introdução [63] PUF, 2004).
 "Mas vamos ser claros sobre o direito: não é nada, não é mesmo caos. A suposição é que, se a lei for rejeitado, o campo vai ser ocupado, já pode ser ocupado antecipadamente, através de outros sistemas de regulação social, a religião, a moral, os costumes, a simpatia, o hábito. Mas este não é mais a lei" (Ensaios sobre as Leis, Defrénois, 1995, p. 320).
"Démariage (descasamento)", esta foi a palavra que foi exumada por Jean Carbonnier, o que significava quebrar a lei, a maior parte das vezes pela anulação do vínculo matrimonial, que leva o nome de "divórcio" de hoje.
Jean Carbonnier foi também um teórico do direito, que tentava encontrar um critério para a "juridicité" (o que distingue a moralidade do direito). Para ele, se trata do juiz e não da sanção. Esta declaração é um desafio para o positivismo kelseniano, segundo qual toda regra deve ser sujeita a uma penalização.
Ele estudou o papel do dinheiro, insistindo notavelmente na especificidade única do dinheiro comparado aos outros tipos de bem: sua fungibilidade absoluta.
Também foi o autor de uma proposta muito avançada para o seu tempo em matéria do direito civil de menores. Propôs uma "pré-maioridade", idade que permiteria aos adolescentes de se removerem do poder paterno de seus pais, e dispor de uma "liberdade de consciência" muito maior. Esta proposta nunca foi adiante. 

## Obras destacadas
- 1. [S.l.: s.n.] ISBN 978-2-13-054739-6 Em falta ou vazio |título= (ajuda)
- 2. [S.l.: s.n.] ISBN 978-2-13-054739-6 Em falta ou vazio |título= (ajuda)
- Sociologie juridique. Paris : Presses universitaires de France, 2004, Collection Quadrige, 415 p. ISBN 978-2-13-054598-9
- Flexible droit - Pour une sociologie du droit sans rigueur. Predefinição:10e édition, Paris : L.G.D.J., 2001, hors collection, 496 p., ISBN 978-2-275-02008-2
- Droit et passion du droit sous la Predefinição:Ve République. Paris : Flammarion, 1996, Collection Forum, 273 p. ISBN 208210026X (épuisé), réédition 2006, 276 p., Collection Champs, ISBN 978-2-08-080164-7
- Droit civil : Introduction. Predefinição:27e édition, Paris : Presses universitaires de France, 2002, Collection Themis droit privé, 384 p. ISBN 978-2-13-053051-0
- Écrits (Textes rassemblés par Raymond Verdier, publiés par le GIP-Mission de recherche Droit et justice) Paris : Presses universitaires de France, 2008, 1376 p. ISBN 978-2-13-056563-5
- Essais sur les lois. Predefinição:2e édition, Répertoire du Notariat Defrènois, 1995, Defrenois Ouvrages, 336 p. ISBN 978-2-85623-025-1